# Server Side Includes
Server Side Includes (SSI) はWebサーバの機能の1つである。
HTMLの中にWebサーバ側で実行するコマンドを埋め込んでおき、その実行結果をクライアントサーバに返す仕組みである。ただしWebサーバ自体がSSIに対応またはサービス利用可になっている必要がある。
Apache HTTP ServerではSSIを含んだHTMLファイルの拡張子を.shtmlなどとするか、実行権限を与える （XBitHackを使用） などの方法を使って識別させる必要がある。

## 実行可能なコマンド

### config
時期、サイズ、エラーメッセージのフォーマットを設定する。

### echo
WebページにSSI変数の値を差し込む。

### exec
システムコマンドやCGIプログラムを実行し、その出力結果をWebページに差し込む。

### fsize
指定したファイルのサイズをWebページに差し込む。

### flastmod
ファイルの最終更新日時をWebページ内に差し込む。

### include
同一Webサーバ上に置いた別ファイルの内容を取得してWebページに内に差し込む。クライアント側では既に取り込まれた状態になっているため、ブラウザ等でソースを見てもinclude指定と差し替わっているため見分けができない。